# 北方荚蒾
北方荚蒾（学名：Viburnum hupehense sp. septentrionale）为忍冬科荚蒾属下的一个亚种。